# طريقة بالمر

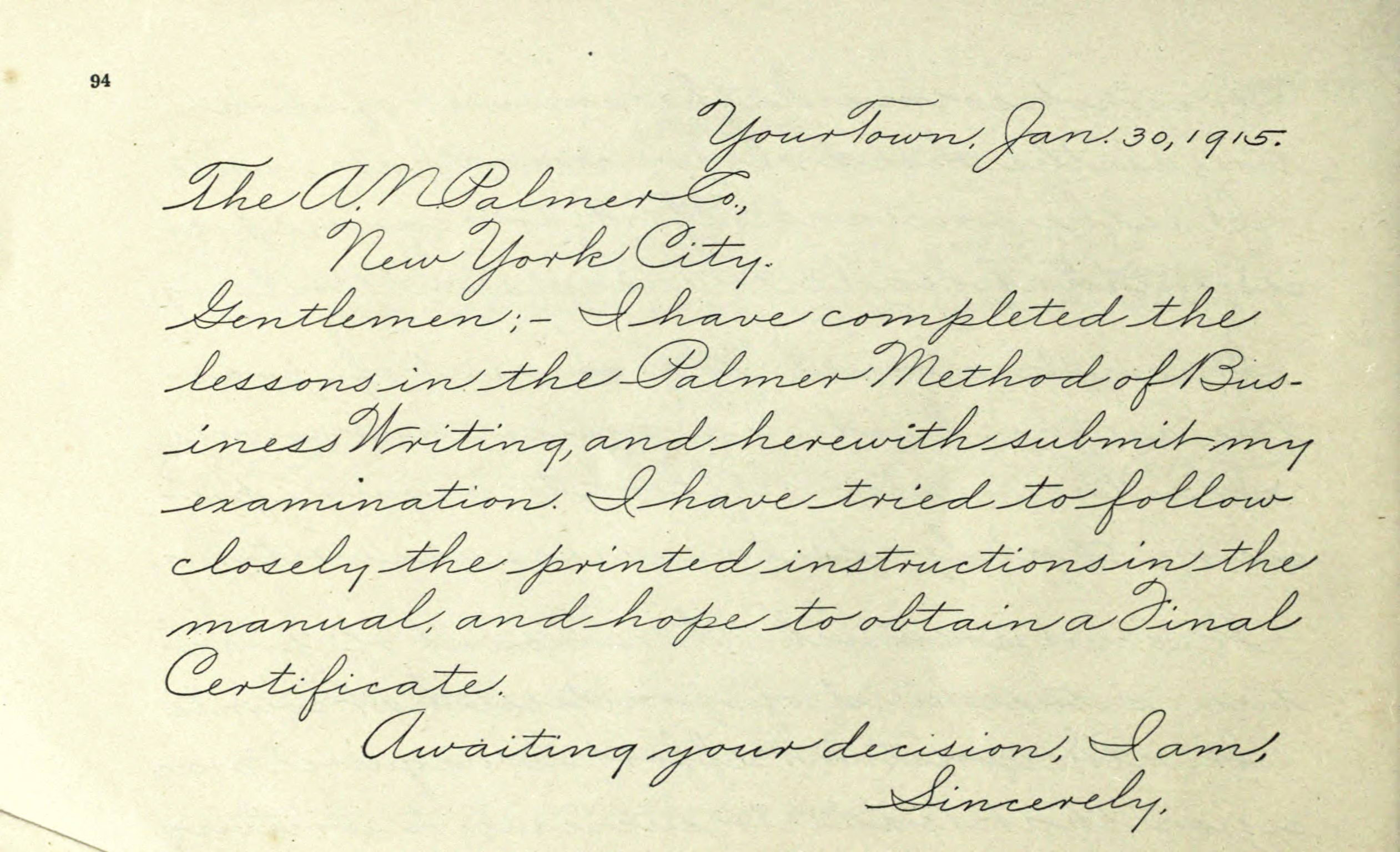
عينة من طريقة بالمر للكتابة

طريقة بالمر هي إحدى طرق تعليم فن الخط حيث تم تطويرها بواسطة أوستن بالمر في أواخر القرن التاسع عشر وأوائل القرن العشرين.
تم كتابتها إلى حد كبير كنمط مبسط من «طريقة سبينسيري» والذي كان النظام القياسي الرئيسي للكتابة اليدوية منذ أربعينيات القرن التاسع عشر وسرعان ما أصبحت طريقة بالمر الأكثر شعبية في الولايات المتحدة.

## التاريخ
تم تطوير الطريقة في عام 1888م وتم تقديمها على شكل كتاب دليل بالمر لكتابة الأعمال عام 1894م. في إطار هذه الطريقة تم تعليم الطلاب على نظام موحد للكتابة على شكل مخطط بحركات إيقاعية.